# Frederiksdor
Frederiksdor (duń. Frederik d'or) - złota moneta duńska bita na wzór hiszpańskiego pistola.
Nazwa monety wywodzi się od imienia króla Danii - w 1827 roku Frederiksdory rozpoczął bić Fryderyk VI. Moneta ważyła 6.642 gramów i przy próbie złota 21 i 1/2 karata zawierała 5.95 gramów złota. W relacji do będących w obiegu monet srebrnych Frederiksdor wyceniono na 5 bitych talarów duńskich (rigsdaler specie) lub 10 rigsbankdalerów lub 960 szylingów (rigsbankskillinger). Oznaczało to bardzo wysoki stosunek ceny srebra do złota - 1:21.24.
W 1839 zaprzestano bicia Frederiksdorów, gdyż zamiast nich nowy król Chrystian VII nakazał bić Chrystiansdory.
Fryderyksdory ponownie bito w okresie 1848–1863, gdy w Danii panował król Fryderyk VII.